# Boliguibia Ouattara
Boliguibia Ouattara (sinh 2 tháng 7 năm 1988) là một cầu thủ bóng đá Bờ Biển Ngà thi đấu ở vị trí hậu vệ cho câu lạc bộ Meistriliiga Paide Linnameeskond.
Trong mùa giải 2011-2012, Ouattara chỉ ra sân một lần cho câu lạc bộ Nga FC Khimki.
Ngày 22 tháng 2 năm 2018, Ouattara ký hợp đồng với câu lạc bộ Meistriliiga Paide Linnameeskond.